# Angelo, Tyran fra Padua
Angelo, Tyran fra Padua è un cortometraggio muto del 1907 diretto da Viggo Larsen.

## Produzione
Il film fu prodotto dalla Nordisk Film.

## Distribuzione
Distribuito dalla Nordisk Film, uscì nelle sale cinematografiche danesi il 24 novembre 1907, proiettato in prima al Kinografen.